# Waterpolo al Campionat del Món de natació de 1975
La competició de waterpolo al Campionat del Món de natació de 1975 es realitzà al complex esportiu de les Piscines Hernando Botero O'Byrne de Cali (Colòmbia).

## Equips
| GRUP A - Bulgària - Cuba - Iugoslàvia - RFA |  | GRUP B - Austràlia - Colòmbia - Hongria - Romania |  | GRUP C - Iran - Espanya - Estats Units - Unió Soviètica |  | GRUP D - Canadà - Itàlia - Mèxic - Països Baixos |

## Resum de medalles
| Event                | Or             | Plata   | Bronze |
| competició masculina | Unió Soviètica | Hongria | Itàlia |

## Medaller
| Posició | País           | Or | Plata | Bronze | Total |
| 1       | Unió Soviètica | 1  | 0     | 0      | 1     |
| 2       | Hungary        | 0  | 1     | 0      | 1     |
| 3       | Itàlia         | 0  | 0     | 1      | 1     |
| Total   | Total          | 1  | 1     | 1      | 3     |